# Koya Kazama
Koya Kazama (født 16. april 1993) er en japansk fodboldspiller, som spiller for den japanske fodboldklub FC Gifu.